# Zvolszky Zita
Zvolszky Zita (Siklós, 1961. április 18. –) magyar festő- és grafikusművész.

## Életpályája
1975 és 1979 között a  pécsi Képzőművészeti Szakközépiskolára járt, ötvös szakra. 1980 és 82 között Tudományos Ismeretterjesztő Társulat Újságíró Iskolájában tanult.  1984 és 1989 kötött a Magyar Képzőművészeti Főiskola, sokszorosító grafika szakán végzett. (További tanulmányai: 1996-tól Eötvös Loránd Tudományegyetem Bölcsészet-tudományi Kar, pszichológia szak; 1998-tól Országos Rabbiképző Intézet, művelődéstörténet.) Mestereinek Szalay Lajost, Kondor Bélát, Marc Chagallt, Popper Pétert vallja. Budapesten él. 1979-től kiállító művész.

## Stílusa
„... stílusa az expresszinonizmushoz kapcsolódik, annak újfestészet utáni változatához. Művészetére expresszív, túlfokozott, torzító alkotásmód jellemző. Festészete misztikus és erotikus. Bújtatott vagy hangsúlyozott jelképei, csupasz gerincű figurái legtöbbször az elmúlásról, a halálról, a fájdalomról, illetve férfi és nő viszonyáról, valamint az erotika lényegéről - a hús és a szellem egymásba fonódásáról - szólnak. Képei zömmel hideg színekkel megfestett, drámai alkotások, melyeken mindig átcsillog a humor.”

## Egyéni kiállításai
- 1979 • Művelődési Ház, Siklós
- 1986 • Studio-Espresso Galéria, Budapest
- 1986 • A Néphadsereg Művelődési Ház, Budapest [Gránicz Tamással]
- 1989 • Műhelyforgácsok, Fiatal Művészek Klubja, Budapest
- 1994 • Home Galéria, Budapest • Vár Galéria, Siklós • Ipszilon Galéria, Budapest • Thermal Hotel Aquincum, Budapest • Zvolszky Galéria, Budapest
- 1995 • Korona Hotel, Budapest • Bálint Zsidó Közösségi Ház, Budapest • Magyar Képzőművészeti Főiskola, Budapest • Kondor Étterem, Budapest • Magyar Sajtó Háza, Budapest
- 1997 • Ferihegy Galéria, Budapest
- 1998 • Hilton Dominikánus udvar, Budapest
- 1999 • OTP Bank Galéria, Budapest.

## Részvétele csoportos kiállításokon
- 1985 • Aachen
- 1987 • Ivan Dougherty Gallery, Sydney • XIV. Országos Grafikai Biennálé, Miskolci Képtár, Miskolc
- 1987 • Tavaszi Tárlat, Salgótarján • Nemzetközi művészet ma II./Art Today, Budapest Galéria, Budapest • Fiatal Művészek Klubja, Budapest
- 1990 • Barcsay iskolája, Bartók 32 Galéria, Budapest
- 1991 • Erotika a kortárs magyar grafikában, Árkád Galéria, Budapest
- 1994 • Erotika, Ipszilon Galéria, Szentendre • Országos Holocaust kiállítás, Művészetek Háza, Szekszárd
- 1997 • Diaszpóra (és) művészet, Zsidó Múzeum, Budapest.
- 1998 • Művészportálok, Budapest Kiállítóterem • Passage. A Belvárosi Művészek Társaságának kortárs képzőművészeti tárlata.

## Művei közgyűjteményekben
Művei magyar és külföldi köz- és magángyűjteményekben  (pl. Yad Vashem Art Museum, Jeruzsálem) egyaránt megtalálhatók.

## Díjai, elismerései
- Barcsay-Díj és Emlékérem (1990);
- Magyar Hitel Bank, Művészeti Alapítvány (1992);
- Országos Holocaust Kiállítás, Szekszárd, a Magyar Művelődési Intézet díja (1994)
- Bükkösdi-Díj (2021), Siklósi Szalon